# Radiofollie
Radiofollie (Sing, Baby, Sing) è un film del 1936 diretto da Sidney Lanfield.